# 杜拉尔站
杜拉尔站位于中华人民共和国兴安盟阿尔山市阿尔山林业局杜拉尔林场，是伊阿铁路上的火车站，由哈尔滨铁路局海拉尔车务段管辖。
1941年11月1日随原白阿铁路曾从温泉（阿尔山）延伸至杜拉尔，1945年7月拆除杜拉尔——伊尔施段:413，直至2010年重修。